# Crellomima
Crellomima is een geslacht van sponsdieren uit de klasse van de Demospongiae (gewone sponzen).

## Soorten
- Crellomima derma Hentschel, 1929
- Crellomima imparidens Rezvoi, 1925
- Crellomima incrustans Hentschel, 1929